# Stanisław Dąmbski (zm. 1809)
Stanisław Dąmbski z Lubrańca herbu Godziemba (zm. 1809 w Warszawie) – ostatni wojewoda brzeskokujawski w latach 1783–1795, konsyliarz konfederacji generalnej koronnej w konfederacji targowickiej w 1792 roku, konsyliarz powiatu brzeskokujawskiego w konfederacji targowickiej w 1792 roku.

## Rodzina
Syn Antoniego Józefa (1706–1771), wojewody brzesko-kujawskiego i Anny Karoliny Lubomirskiej, córki Jerzego Aleksandra Lubomirskiego, wojewody sandomierskiego.
Poślubił Józefę Mariannę Wessel (1730–1799) starościankę golubowską, herbu Rogala, córkę Stanisława. Z małżeństwa urodziły się dzieci:
- Agnieszka, późniejsza żona Eugieniusza hr. Skarbka, rozwiedziona z nim 1818;
- Teodora, która wyszła za mąż za Krzysztofa Kownackiego (zm. 1852), rotmistrza kawalerii narodowej, rozwiedziona z nim w 1818 roku, otrzymała od ojca Pilicę;
- Marianna, poślubiła Antoniego Colonnę Walewskiego
- Adam, rotmistrz kawalerii narodowej, komisarz cywilno-wojskowy;
- Stanisław, zwolennik Napoleona, zmarły w Nasielsku;
- Józef (zm. 1808)

## Pełnione urzędy
W 1761 roku został pułkownikiem buławy koronnej, następnie starostą kowalskim (1766), starostą młodzieszyńskim (1770), starostą dybowskim (1784) i wójtem Kowala. Posłował wielokrotnie na sejmy. Otrzymał chorągiew husarską od swego brata Augusta (1766). 
Poseł na sejm konwokacyjny 1764 roku z województwa brzeskokujawskiego. W czasie konfederacji radomskiej 1767 był marszałkiem kujawskim i inowrocławskim. W załączniku do depeszy z 2 października 1767 roku do prezydenta Kolegium Spraw Zagranicznych Imperium Rosyjskiego Nikity Panina, poseł rosyjski Nikołaj Repnin określił go jako posła właściwego dla realizacji rosyjskich planów na sejmie 1767 roku. Poseł na sejm 1767 roku z województwa brzeskokujawskiego i inowrocławskiego. Od 30 stycznia do 30 czerwca 1783 roku pełnił obowiązki kasztelana brzesko-kujawskiego. Od 30 czerwca 1783 roku do 1795 pełnił urząd wojewody brzesko-kujawskiego.
Był konsyliarzem i prezesem sądów apelacyjnych. Delegowany z Senatu do sądów ultimae instantiae konfederacji targowickiej w 1792 roku
Został pochowany w Giżycach.

## Dobra majątkowe
Na posag otrzymał 1800000 zł i 500000 na dobra majątkowe Pilica i Białą. Posiadał znaczny majątek ziemski, lecz życie ponad stan zmusiły go do sprzedania rodzinnych dóbr Dąbie (1777), następnie hrabstwa Lubrańskiego.

## Zasługi i odznaczenia
Za zasługi został odznaczony Orderem Orła Białego (1785) i Orderem Św. Stanisława (1781).